# Xã Portage, Quận Porter, Indiana
Xã Portage (tiếng Anh: Portage Township) là một xã thuộc quận Porter, tiểu bang Indiana, Hoa Kỳ. Năm 2010, dân số của xã này là 47.085 người.